# Igor Romichevski
Temple de la renommée russe : 2011
Igor Anatolievitch Romichevski - en russe : Игорь Анатольевич Ромишевский - (né le 25 mars 1940 à Joukovski en URSS et mort le 28 septembre 2013) est un joueur professionnel russe de hockey sur glace.

## Carrière de joueur
Il commence sa carrière professionnelle en championnat d'URSS avec le CSKA Moscou en 1961. Il remporte huit titres de champion avec le club sportif de l'armée. En 1972, il met un terme à sa carrière. Il termine avec un bilan de 437 matchs et 126 buts en élite.

## Carrière internationale
Il a représenté l'URSS à 129 reprises (15 buts) pendant huit saisons de 1965 à 1972. L'équipe a remporté les Jeux olympiques en 1968 et 1972. Il a participé à six éditions des championnats du monde pour un bilan de cinq médailles d'or et une d'argent.

## Statistiques

### En équipe nationale
| Année | Équipe | Compétition |    | PJ | B | A | Pts | Pun               |  | Résultats |
| 1968  | URSS   | CM & JO     | 7  | 0  | 0 | 0 | 4   | Médaille d'or     |  |           |
| 1969  | URSS   | CM          | 10 | 1  | 2 | 3 | 6   | Médaille d'or     |  |           |
| 1970  | URSS   | CM          | 9  | 0  | 3 | 3 | 4   | Médaille d'or     |  |           |
| 1971  | URSS   | CM          | 8  | 1  | 2 | 3 | 4   | Médaille d'or     |  |           |
| 1972  | URSS   | JO          | 4  | 0  | 0 | 0 | 2   | Médaille d'or     |  |           |
| 1972  | URSS   | CM          | 5  | 0  | 1 | 1 | 0   | Médaille d'argent |  |           |